# 吉岡村 (岡山県赤磐郡)
吉岡村（よしおかそん）は、岡山県赤磐郡にあった村。現在の岡山市東区の一部にあたる。

## 地理
吉井川支流・瓜生川の流域に位置し、南北に山地が広がる。

## 歴史
- 1889年（明治22年）6月1日、町村制の施行により、磐梨郡宗堂村、塩納村、坂根村、南方村が合併して村制施行し、吉岡村が発足[1][2]。旧村名を継承した宗堂、塩納、坂根、南方の4大字を編成[2]。
- 1900年（明治33年）4月1日、郡の統合により赤磐郡に所属[1][2]。
- 1932年（昭和7年）4月1日、赤磐郡太田村と合併し万富村を新設して廃止された[1][2]。合併後、万富村大字宗堂・塩納・坂根・南方となる[2]。

### 地名の由来
村域の大部分がかつて吉岡荘であったことから。

## 産業
- 農業、果樹、養蚕[2]